# Iluminador (cine)

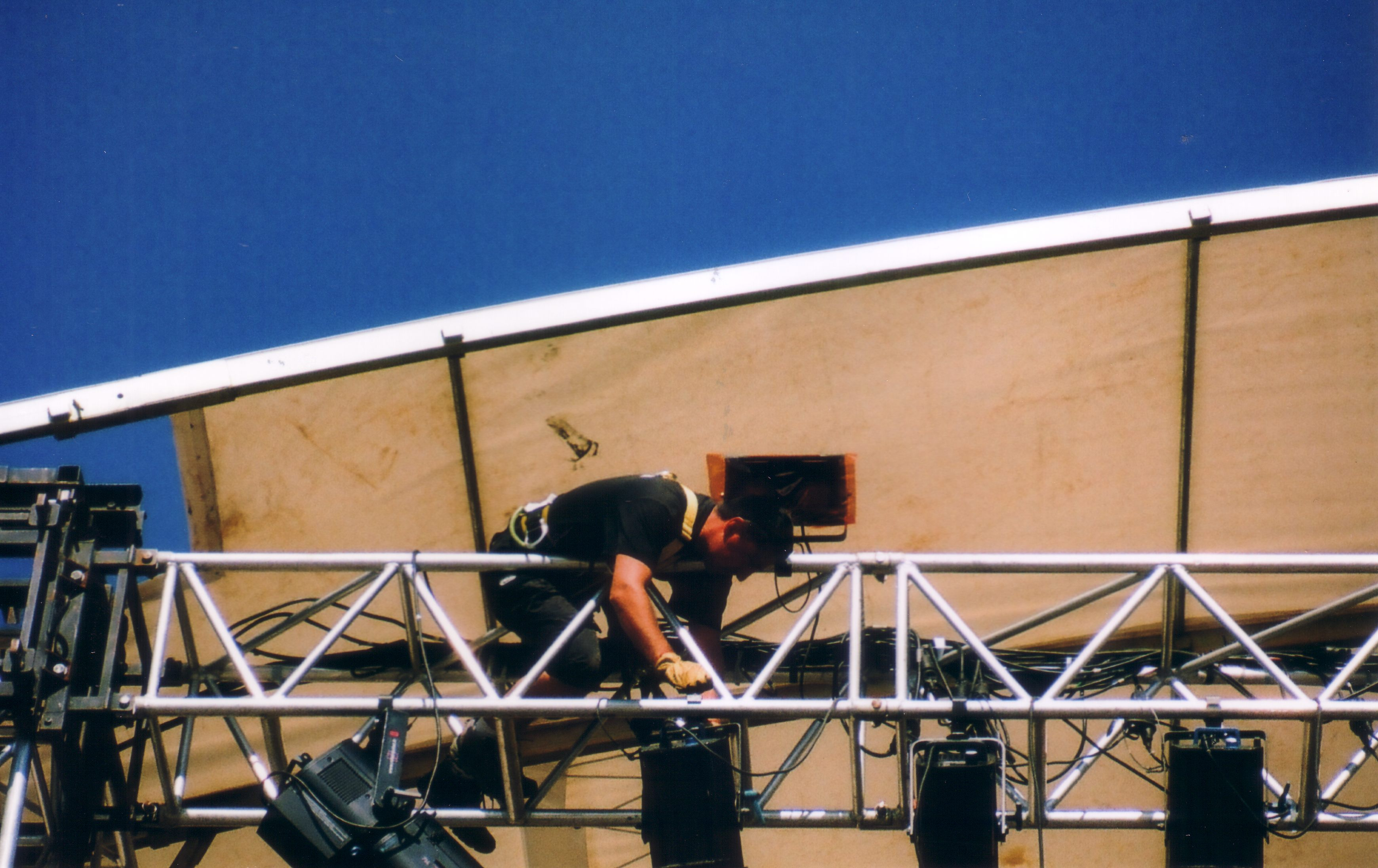
Iluminador conectando o arreglando unos focos.

Un iluminador o gaffer (en inglés) es el técnico de iluminación dentro de cualquier producción audiovisual, ya sea para la televisión o para la industria cinematográfica, responsable de la ejecución (y a veces incluso el diseño) del plan de iluminación de la fotografía.
Al asistente del iluminador se le conoce en inglés como best boy.
A veces el gaffer se acredita como jefe técnico de iluminación (CLT en inglés, de Chief Lighting Technician).
El iluminador se encarga de gestionar la iluminación, incluyendo los recursos asociados, como el trabajo, instrumentos de iluminación y equipo eléctrico, bajo la dirección del director de fotografía (DP o DOP en inglés, de Director Of Photography) o, en la televisión, del director de iluminación (LD en inglés, de Lighting Director).